# Paul Dick
Paul Wyatt Dick, QC, PC (* 27. Oktober 1940 in Kapuskasing, Ontario; † 2. Mai 2018) war ein kanadischer Politiker der Progressiv-konservativen Partei Kanadas, der zwischen 1972 und 1993 Mitglied des Unterhauses sowie zeitweise Minister war.

## Leben
Paul Wyatt Dick war nach einem Studium der Rechtswissenschaften als Rechtsanwalt tätig und wurde aufgrund seiner beruflichen Erfahrungen zum Kronanwalt (Queen’s Counsel) berufen. Bei der Unterhauswahl am 30. Oktober 1972 wurde er für die Progressiv-konservative Partei Kanadas im Wahlkreis Lanark-Renfrew-Carleton mit 17.893 Stimmen erstmals zum Mitglied Unterhauses gewählt und bei der Unterhauswahl am 8. Juli 1974 in diesem Wahlkreis mit 18.242 Stimmen wiedergewählt. Während seiner Parlamentszugehörigkeit war er zwischen März 1976 und Mai 1979 Sprecher der oppositionellen PCP-Fraktion für Konsumenten- und Unternehmensangelegenheiten sowie jugendpolitischer Sprecher. Bei der Unterhauswahl am 22. Mai 1979 wurde er im Wahlkreis Lanark-Renfrew-Carleton mit 24.277 Stimmen erneut ins Unterhaus gewählt sowie bei der darauf folgenden Unterhauswahl am 18. Mai 1980 mit 20.487 Stimmen in diesem Wahlkreis wiedergewählt. In der Folgezeit war er zwischen dem 7. September 1983 und dem 16. September 1984 als Deputy House Leader of the Official Opposition stellvertretender Oppositionsführer sowie zugleich stellvertretender Vorsitzender der Ausschüsse des Unterhauses.
Bei der Unterhauswahl am 4. September 1984 wurde Dick im Wahlkreis Lanark-Renfrew-Carleton mit 24.395 Stimmen erneut zum Mitglied des Unterhauses gewählt. Im 24. Kabinett von Premierminister Brian Mulroney übernahm er daraufhin sein erstes Regierungsamt und fungierte zwischen dem 1. November 1984 und dem 26. Februar 1985 als Parlamentarischer Staatssekretär beim Staatsminister und Führer der Regierungsmehrheit im Unterhaus sowie im Anschluss vom 27. Februar bis zum 24. November 1985 als Parlamentarischer Staatssekretär beim Präsidenten des Kronrates. Daraufhin bekleidete er zwischen dem 25. November 1985 und dem 29. Juni 1986 den Posten als Parlamentarischer Staatssekretär beim Präsidenten des Schatzamtes sowie im Anschluss vom 30. Juni 1986 bis zum 29. Januar 1989 als Beigeordneter Verteidigungsminister.
Paul Dick wurde bei der Unterhauswahl am 21. November 1988 mit 27.379 Stimmen im neuen Wahlkreis Lanark-Carleton erneut zum Mitglied des Unterhauses gewählt. Er war nach einer Kabinettsumbildung zwischen dem 30. Januar 1989 und dem 24. Juni 1993 Minister für Versorgung und Dienstleistungen. Als Minister wurde er auch Mitglied des Kanadischen Kronrates. Im 25. Kabinett von Premierminister Kim Campbell fungierte Doug Lewis zwischen dem 25. Juni und dem 3. November 1993 auch weiterhin als Minister für Versorgung und Dienstleistungen. Bei der Unterhauswahl am 25. Oktober 1993 kandidierte er im Wahlkreis Lanark-Carleton abermals für ein Mandat im Unterhaus. Er erhielt jedoch nur 16.723 Wählerstimmen und verpasste damit den Wiedereinzug ins Parlament.